# Ocyrtosoma rufum
Ocyrtosoma rufum là một loài ruồi trong họ Tachinidae.